# Леонидас Папазоглу
Леонидас Папазоглу (на гръцки: Λεωνίδας Παπάζογλου) е гръцки фотограф от Македония от края на XIX – началото на XX век.

## Биография
Папазоглу е роден в западномакедонския град Костур в 1872 година в семейството на Панайотис и Руса. Заминава с родителите си и с по-малкия си брат Панделис за Цариград, където учи фотография. След смъртта на родителите им братята се връщат в Костур и в 1898 или 1899 година отварят там първото фотографско ателие, като успяват да монополизират този бизнес в Костурско.
Леонидас Папазоглу умира в 1918 година от върлуващата по времето на Първата световна война инфлуенца.
В костурската махала Долца е запазена родовата му къща. Двамата братя пазят отделни архиви на стъклените негативни плаки на фотографиите си. Архивът на Леонидас от няколко хиляди плаки след смъртта му се пази в къщата му. В 1993 година са унищожени всички повредени плаки, а в 1995 година останалите сметнати за здрави са продадени на Йоргос Голомбиас, солунски лекар и краевед от Богатско.
В 2004 година Солунският фотографски музей излага за пръв път 115 фотографии на Папазоглу и издава и албум, озаглавен Фотографски портрети от Костур и околността от времето на Македонската борба. След това изложбата гостува на много музеи в страната, а в 2008 година и в Етнографския музей в София, България. През ноември 2018 година изложбата е настанена постоянно във Вергулевата къща в Костур.